# شهر الداما، چیهواهوا
شهر الداما، چیهواهوا (به اسپانیایی: Aldama Municipality, Chihuahua) یک منطقهٔ مسکونی در مکزیک است که در ایالت چیواوا واقع شده‌است.

## خصوصیات
شهر الداما ۹٬۸۳۵٫۹ کیلومترمربع مساحت و ۱۹٬۸۷۹ نفر جمعیت دارد.